# Вуж бронзовий смугастохвостий
Вуж бронзовий смугастохвостий (Dendrelaphis caudolineolatus) — неотруйна змія з роду Вуж бронзовий родини вужеві.

## Опис
Загальна довжина коливається від 60 до 95 см. Голова списоподібна, чітко відокремлена шийним перехопленням. Очі великі з круглими зіницями. Щелепних зубів 29—32. Тулуб циліндричний, тонкий, вузький з кілеватою лускою на череві. Хвіст чіпкий.
Забарвлення спини бронзово—оливкове або бронзово—помаранчеве. Лоб блідо—зелений. Під хвостом є чорні смуги. Черево сіре або блідо—зелене.

## Спосіб життя
Полюбляє вторинні ліси, присадибні ділянки. Усе життя проводить на деревах. Активний вдень. Живиться ящірками, геконами, деревними жабами.
Це яйцекладна змія. Самиця у червні відкладає у дуплі дерева 3—6 довгастих яєць.

## Розповсюдження
Мешкає на півдні Індії та о.Шрі-Ланка.